# Альварадо, Руне
Руне Альварадо (англ. Rune Alvarado; род. 15 мая 1997, Бока-Ратон, Флорида) — футболист, полузащитник.

## Карьера в сборной
Впервые был приглашён в сборную Американских Виргинских Островов в 2015 году на матчи первого отборочного раунда Чемпионата мира 2018 против сборной Барбадоса, однако в обоих матчах остался на скамейке запасных, а его команда проиграла с общим счётом (1:4) и завершила борьбу за выход на ЧМ. Следующий шанс сыграть за сборную предоставился игроку в июне 2016 года. Альварадо принял участие в двух матчах 2-го раунда отборочного турнира Карибского Кубка 2017 против сборных Гайаны и Кюрасао. Обе встречи закончились поражением Американских Виргин со счётом (0:7).